# Bob Laine
Bob Laine (* 2. Februar 1910 in Stockholm als Lars Robert; † 30. Dezember 1987 in Palm Desert) war ein amerikanischer Jazzmusiker (Piano) schwedischen Ursprungs.

## Wirken
Laine spielte zunächst in Stockholm in weniger bekannten Bands, bevor er 1929 in die USA auswanderte. In New York trat er Mitte der 1930er Jahre als Solist ohne Begleitung in Nachtclubs wie dem Stork, dem Onyx und dem Nick’s auf und spielte in Bands unter der Leitung von Red McKenzie, Joe Venuti, Red Norvo, Mildred Bailey und anderen; 1935 machte er Aufnahmen mit Wingy Manone. Im folgenden Jahr zog er nach Kalifornien, wo er von 1936 bis 1938 mit Connie Boswell und Ben Pollack arbeitete. Danach trat er hauptsächlich als Solist oder mit eigenen kleinen Gruppen auf. Ab 1942 leistete er seinen Militärdienst ab. Bei einem Aufenthalt in New York nahm er 1946 als Solist die Nummern „Moontide“ und „South of the Border Blues“ für das Label Jewell auf. 
Während seiner ersten Rückkehr nach Schweden trat Laine im Rundfunk auf, machte Aufnahmen mit Gösta Törner und Stan Hasselgård („Stockholm Blues“ 1947) und ging auf Tournee. Gemeinsam mit Törner entstand das Album Blues Cupol (1947). In den frühen 1950er Jahren begleitete er in Kalifornien verschiedene Crooner. Bei einem seiner weiteren Besuche in Schweden 1953 entstanden Aufnahmen mit Ove Lind und Lars Gullin. 1958 eröffnete Laine eine Kunstgalerie in Palm Springs, trat aber weiterhin gelegentlich öffentlich auf.

## Lexikalischer Eintrag
- Erik Kjellberg Laine, Bob [Lars Robert]. New Grove Dictionary of Jazz 2002 (Oxford Music Online)